# ام‌آی‌ام-۲۳ هاوک

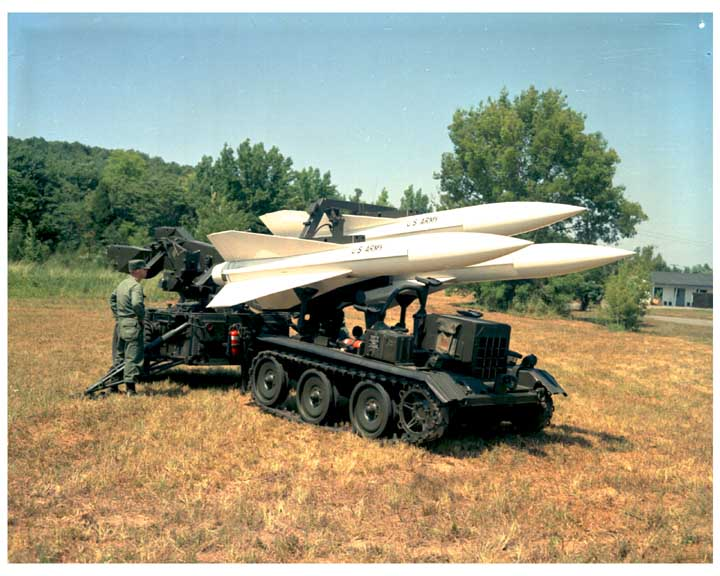
موشک هاوک.

ام‌آی‌ام-۲۳ هاوک (به انگلیسی: MIM-23 HAWK، در انگلیسی Hawk مخفف:Homing All the Way Killer) گونه‌ای سامانهٔ موشکی زمین‌به‌هوای میان‌برد برای ارتفاعات بالا، ساخت شرکت آمریکایی ریتیون (Raytheon) است.
موشک هاوک در آغاز برای نابودسازی هواگردها طراحی شد؛ اما سپس برای نابود کردن دیگر موشک‌ها نیز تغییراتی در طرح آن دادند. موشک‌های هاوک از سال ۱۹۶۰ میلادی وارد خدمت شده‌اند. در سال ۱۹۹۴ موشک‌های ام‌آی‌ام-۱۰۴پاتریوت جایگزین آن شده و هاوک به‌طور رسمی در سال ۲۰۰۲ از خدمت نظامی در ارتش آمریکا خارج شد.

## در ایران
ایران سامانه موشکی هاوک را در دهه ۱۳۴۰ و ۱۳۵۰ از ایالات متحده دریافت کرد. در اواخر دهه ۱۳۶۰ خورشیدی ایران پروژه مهندسی معکوس ساخت سامانه موشکی هاوک را آغاز کرد و در اواخر دهه ۱۳۸۰ توانست نسخه بومی آن، تحت عنوان سامانه موشکی مرصاد را تولید کند که با موشک‌های شلمچه مسلح شدند. خط تولید این سامانه در سال ۱۳۸۹ توسط وزارت دفاع و پشتیبانی نیروهای مسلح ایران افتتاح شد.